# 村松大輔
村松 大輔（むらまつ たいすけ、1989年12月16日 - ）は、静岡県焼津市出身の元プロサッカー選手。ポジションはDF。

## 来歴
第86回全国高校サッカー選手権大会で藤枝東高校の一員として準優勝に貢献し、大会優秀選手にも選ばれた。卒業後は日本フットボールリーグ所属のHonda FCに入団した。当時アマチュア体制であったHonda FC所属中、試合のない日は、午前中に本田技研工業浜松製作所に勤務（村松は自動車用部品のギア製造ラインを担当）し、午後からトレーニングという日々を送っていた。（なお、他のHonda FC所属選手も同様の生活を送っている。）その最中、U-19日本代表に選出され、FIFA U-20ワールドカップのアジア最終予選で全試合にレギュラーとして出場した。その際の社内扱いはJFAへの出向。Honda FC所属選手が年代別代表選手に選出されたのは16年ぶりのことである。2008年4月27日に前期第8節佐川印刷戦にて途中出場し、最終的にはリーグ戦7試合に出場した。
U-19での活躍が認められ複数のJ2クラブから勧誘を受けた中で、2009年に当時J2に所属していた湘南ベルマーレに移籍した。開幕試合でのスタメンを含め、累積警告による1試合の欠場を除く50試合出場を果たし、クラブもJ1昇格を決めた。同年12月21日にはアジアカップ最終予選・イエメン代表戦に向けたA代表に初招集されたが、遠征先のイエメンで38.6℃の高熱を発症し、インフルエンザA型と診断されたため、宿舎で完全隔離され試合出場は叶わなかった。
2011年に清水エスパルスへ移籍した。本来のポジションであるセンターバックの他にもボランチおよび右サイドバックとして起用されている。
2012年シーズンはワンボランチのポジションでレギュラーとして起用された。同年7月、ロンドンオリンピックに出場するU-23日本代表に選出されたが、本大会の全6試合中、主力を休ませて臨んだU-23ホンジュラス戦 のみの出場にとどまった。
2014年6月30日に清水から徳島ヴォルティスへの期限付き移籍が発表された。徳島では主にセンターバックとしてプレーした。
2015年、清水エスパルスに復帰。
2016年はヴィッセル神戸に期限付き移籍。
2017年は清水に戻ったが出場機会は少なく、この年限りで清水を退団した。
2018年よりギラヴァンツ北九州に移籍。シーズン終了後、契約満了により退団。その後、2019年2月9日になり、現役引退を発表した。
引退後、インスタグラムを開設し、タレント兼会社員として活動している。

## 所属クラブ
ユース経歴
- 焼津南SSS
- 藤枝東FC
- 藤枝東高等学校

アマ・プロ経歴
- 2008年 Honda FC
- 2009年 - 2010年 湘南ベルマーレ
- 2011年 - 2017年 清水エスパルス
  - 2014年 徳島ヴォルティス (期限付き移籍)
  - 2016年 ヴィッセル神戸 (期限付き移籍)
- 2018年 ギラヴァンツ北九州

## 個人成績
| 国内大会個人成績 | 国内大会個人成績 | 国内大会個人成績 | 国内大会個人成績 | 国内大会個人成績 | 国内大会個人成績 | 国内大会個人成績 | 国内大会個人成績 | 国内大会個人成績 | 国内大会個人成績 | 国内大会個人成績 | 国内大会個人成績 |
| 年度             | クラブ           | 背番号           | リーグ           | リーグ戦         | リーグ戦         | リーグ杯         | リーグ杯         | オープン杯       | オープン杯       | 期間通算         | 期間通算         |
| 年度             | クラブ           | 背番号           | リーグ           | 出場             | 得点             | 出場             | 得点             | 出場             | 得点             | 出場             | 得点             |
| 日本             | 日本             | 日本             | 日本             | リーグ戦         | リーグ戦         | リーグ杯         | リーグ杯         | 天皇杯           | 天皇杯           | 期間通算         | 期間通算         |
| ---------------- | ---------------- | ---------------- | ---------------- | ---------------- | ---------------- | ---------------- | ---------------- | ---------------- | ---------------- | ---------------- | ---------------- |
| 2008             | Honda            | 25               | JFL              | 7                | 0                | -                | -                | 2                | 0                | 9                | 0                |
| 2009             | 湘南             | 19               | J2               | 50               | 0                | -                | -                | 1                | 0                | 51               | 0                |
| 2010             | 湘南             | 6                | J1               | 30               | 0                | 5                | 0                | 2                | 0                | 37               | 0                |
| 2011             | 清水             | 26               | J1               | 19               | 0                | 4                | 0                | 1                | 0                | 24               | 0                |
| 2012             | 清水             | 2                | J1               | 29               | 3                | 7                | 0                | 2                | 0                | 38               | 3                |
| 2013             | 清水             | 5                | J1               | 33               | 4                | 6                | 0                | 2                | 0                | 41               | 4                |
| 2014             | 清水             | 5                | J1               | 7                | 0                | 1                | 0                | -                | -                | 8                | 0                |
| 2014             | 徳島             | 35               | J1               | 15               | 0                | -                | -                | 0                | 0                | 15               | 0                |
| 2015             | 清水             | 15               | J1               | 3                | 0                | 1                | 0                | 1                | 0                | 5                | 0                |
| 2016             | 神戸             | 33               | J1               | 5                | 0                | 3                | 0                | 1                | 0                | 9                | 0                |
| 2017             | 清水             | 16               | J1               | 5                | 0                | 4                | 1                | 3                | 0                | 12               | 1                |
| 2018             | 北九州           | 30               | J3               | 26               | 1                | -                | -                | -                | -                | 26               | 1                |
| 通算             | 日本             | 日本             | J1               | 146              | 7                | 31               | 1                | 12               | 0                | 189              | 8                |
| 通算             | 日本             | 日本             | J2               | 50               | 0                | -                | -                | 1                | 0                | 51               | 0                |
| 通算             | 日本             | 日本             | J3               | 26               | 1                | -                | -                | -                | -                | 26               | 1                |
| 通算             | 日本             | 日本             | JFL              | 7                | 0                | -                | -                | 2                | 0                | 9                | 0                |
| 総通算           | 総通算           | 総通算           | 総通算           | 229              | 8                | 31               | 1                | 15               | 0                | 275              | 9                |

## タイトル
- 第86回全国高校サッカー選手権大会準優勝

## 代表歴
- U-19日本代表
- U-20日本代表
- U-22日本代表
  - 2011年 - ロンドンオリンピックアジア2次予選
- U-23日本代表
  - 2012年 - トゥーロン国際大会
  - 2012年 - ロンドンオリンピック
- 日本代表
  - 2011年 - AFCアジアカップ最終予選